# Запис крушка код цркве (Горња Мутница)
Запис крушка код цркве (Горња Мутница) се налази на парцели чији је власник Српска православна црква.

## Локација
| Општина             | Параћин                                                         |
| Катастарска општина | Горња Мутница                                                   |
| Потес               | Бели брег                                                       |
| Координате          | 43° 52′ 52″ С; 21° 33′ 50″ И / 43.881° С; 21.563800000000001° И |
| Надморска висина    | 366m                                                            |

## Карактеристике
Дендрометријске вредности утврђене на терену и сателитским снимцима:
| Стабло                     | Крушка |
| Висина стабла              | m      |
| Обим дебла                 | m      |
| Пречник крошње             | 6m     |
| Пречник дебла              | m      |
| Висина дебла до прве гране | m      |

## База записа
Запис је у оквиру Викимедија пројекта "Запис - Свето дрво" заведен под редним бројем 0401.